# Conyza aegyptiaca
Conyza aegyptiaca là một loài thực vật có hoa trong họ Cúc. Loài này được (L.) Dryand. ex Aiton mô tả khoa học đầu tiên năm 1789.